# 우림카이저팰리스
우림카이저팰리스(영어: Woolim Kaiserpalace)는 우림건설이 2003년 11월 론칭한 아파트 브랜드이다. 최초로 적용한 아파트 단지는 2006년 4월 인천광역시 계양구 작전동에 먼저 준공하였다. 고급주상복합 못지 않은 화려한 디자인을 가진 오피스텔이며 686세대이다.

## 갤러리

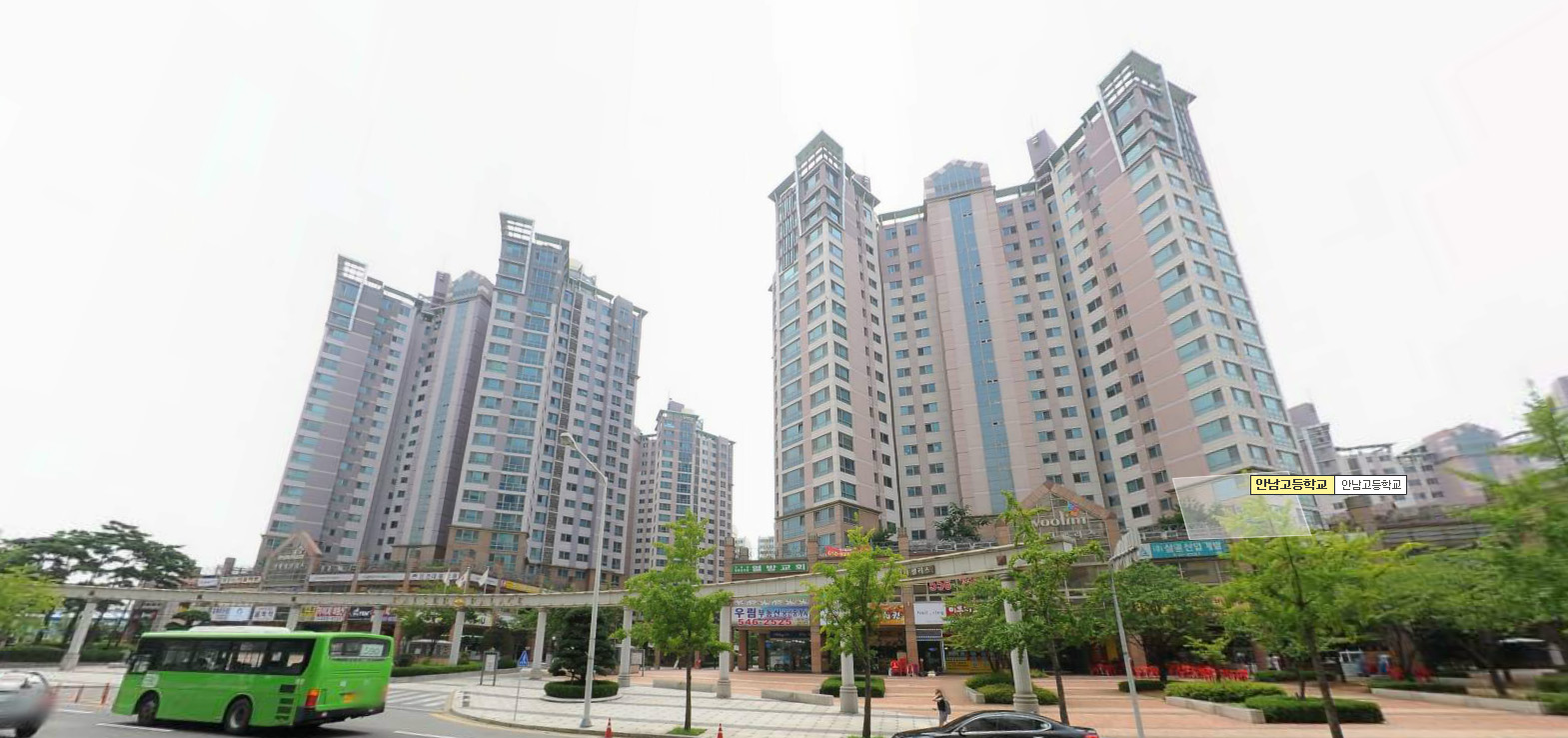
계양 작전동 우림카이저팰리스
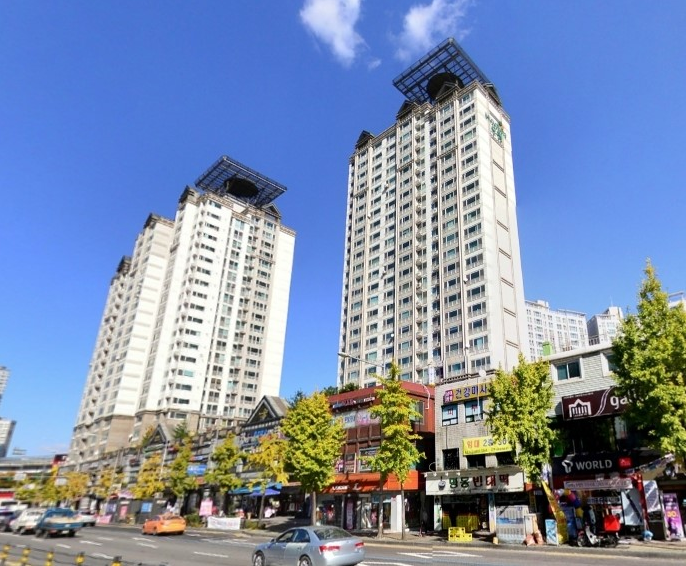
종암 우림카이저팰리스 아파트 전경
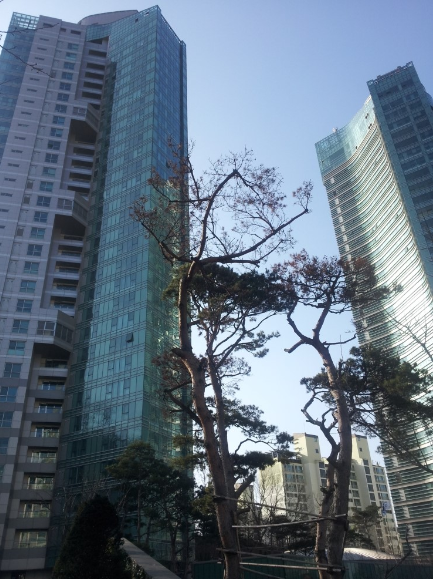
상암 카이저팰리스클래식 아파트 전경